# Ferla
Ferla é uma comuna italiana da região da Sicília, província de Siracusa, com cerca de 2 759 habitantes. Estende-se por uma área de 24,77 km², tendo uma densidade populacional de 115 hab/km². Faz fronteira com Buccheri, Buscemi, Carlentini, Cassaro, Sortino.
Pertence à rede das Aldeias mais bonitas de Itália.

## Demografia
| Variação demográfica do município entre 1861 e 2011                               |
|                                                                                   |
| Fonte: Istituto Nazionale di Statistica (ISTAT) - Elaboração gráfica da Wikipedia |